# Музей історії міста Мінська
Державна установа «Музей історії міста Мінська», Музей історії Мінська — музей історії міста Мінська. До відкриття експозиції з історії міста музей був місцем проведення постійних виставок різної тематики.
Підпорядкований Управлінню культури Мінміськвиконкому, дата реєстрації — 24.05.2010, дата отримання статусу «комунальна» — 08.04.2010, САОТО — Центральний район.

## Історія
Музей створено згідно з рішенням Мінського міського виконавчого комітету від 08.04.2010 № 815.
Музей розташований у двоповерхових цегляних будинках типової міської забудови другої половини XIX століття, які є пам'ятками архітектури міжнародного значення та внесені до Державного списку історико-культурних цінностей Республіки Білорусь, загальною площею 860 м².
У внутрішньому дворику музею — виставка одного твору Володимира Жбанова — скульптурна композиція «Гусар» (2004 р., бронза, литво).
У 2011 році, за запрошенням дирекції, на території музею відбулася фотовиставка робіт відомого дизайнера і скульптора Руслана Сергеєва.

## Адміністрація
Директор: Галина Ладісова